# Serramenti PVC Diquigiovanni-Androni Giocattoli/2009
Deze pagina geeft een overzicht van de wielerploeg Serramenti PVC Diquigiovanni-Androni Giocattoli in 2009.

## Algemeen
Sponsor: Serramenti PVC Diquigiovanni
Algemeen manager: Gianni Savio
Ploegleiders: Marco Bellini

## Renners
| Naam                 | Geboortedatum | Nationaliteit | Ploeg 2008                        |
| -------------------- | ------------- | ------------- | --------------------------------- |
| Manuel Belletti      | 14-10-1985    | Italië        |                                   |
| Leonardo Bertagnolli | 08-01-1978    | Italië        | per 9 mei 2009; Amica Chips-Knauf |
| Rubens Bertogliati   | 09-05-1979    | Zwitserland   | per 9 maart 2009                  |
| Alessandro Bertolini | 27-07-1971    | Italië        |                                   |
| Denis Bertolini      | 13-12-1977    | Italië        |                                   |
| Thomas Bertolini     | 10-07-1988    | Italië        | neoprof                           |
| Francesco De Bonis   | 14-04-1982    | Italië        |                                   |
| Roberto Cobo         | 03-12-1982    | Spanje        |                                   |
| Emiliano Donadello   | 19-04-1983    | Italië        |                                   |
| Francesco Ginanni    | 06-10-1985    | Italië        |                                   |
| Raffaele Illiano     | 11-02-1977    | Italië        |                                   |
| Alberto Loddo        | 05-01-1979    | Italië        | Tinkoff Credit Systems            |
| Leonardo Moser       | 25-09-1984    | Italië        |                                   |
| Carlos José Ochoa    | 14-12-1980    | Venezuela     |                                   |
| Richard Ochoa        | 14-02-1982    | Venezuela     |                                   |
| Davide Rebellin      | 09-08-1971    | Italië        | Team Gerolsteiner                 |
| Jackson Rodríguez    | 25-02-1985    | Venezuela     |                                   |
| Michele Scarponi     | 25-09-1979    | Italië        |                                   |
| José Serpa           | 17-04-1979    | Colombia      |                                   |
| Gilberto Simoni      | 25-08-1971    | Italië        |                                   |
| Luca Solari          | 02-10-1979    | Italië        |                                   |
| Fabio Taborre        | 05-01-1985    | Italië        | neoprof                           |

## Belangrijke overwinningen
| Ronde van Langkawi 2009 1e etappe: Mattia Gavazzi 2e etappe: Mattia Gavazzi 3e etappe: Mattia Gavazzi 5e etappe: José Serpa 6e etappe: Mattia Gavazzi Eindklassment: José Serpa Ruta del Sol 2009 3e etappe: Davide Rebellin 4e etappe: Davide Rebellin Tirreno-Adriatico 2009 6e etappe: Michele Scarponi Eindklassement: Michele Scarponi | Wielerweek van Lombardije 3e etappe: Mattia Gavazzi Waalse Pijl 2009 Davide Rebellin Ronde van Italië 2009 6e etappe: Michele Scarponi 15e etappe: Leonardo Bertagnolli 18e etappe: Michele Scarponi Nationale kampioenschappen wielrennen Zwitserland: wegtijdrit: Rubens Bertogliati | Ronde van Venezuela 1e etappe: Alberto Loddo 2e etappe: Alberto Loddo 3e etappe: Mattia Gavazzi 4e etappe: Mattia Gavazzi 5e etappe: Mattia Gavazzi 8e etappe: José Serpa Ronde van Oostenrijk Bergklassement: Leonardo Bertagnolli |

1996 · 1997 · 1998 · 1999 · 2000 · 2001 · 2002 · 2003 · 2004 · 2005 · 2006 · 2007 · 2008 · 2009 · 2010 · 2011 · 2012 · 2013 · 2014 · 2015 · 2016 · 2017 · 2018 · 2019 · 2020 · 2021 · 2022